# 남해어업관리단
남해어업관리단(南海漁業管理團, South Sea Fisheries Management Service)은 대한민국 해양수산부의 소속기관이다. 2017년 6월 20일 발족하였으며, 제주특별자치도 제주시 임항로 128에 위치하고 있다. 단장은 서기관 또는 기술서기관으로 보한다.

## 직무
- 어업지도선의 운항 관리
- 어업의 지도·단속 및 조정·관리
- 어업지도선의 통신 운용
- 어업지도선 승선요원의 교육훈련
- 원양어선의 조업상황 감시 및 불법·비보고·비규제 어업(IUU)에 대한 경보 발령

## 연혁
- 2014년 3월 11일: 동해어업관리단 소속으로 제주어업관리사무소 설치.
- 2017년 6월 20일: 해양수산부 소속 남해어업관리단으로 개편.

## 관할구역
- 동해어업관리단 관할해역 서쪽경계와 서해어업관리단 관할해역 동쪽 및 남쪽경계 사이의 내측해역.
- 내륙지역은 전라남도 진도군·해남군·강진군·완도군·장흥군·보성군·고흥군·여수시·순천시·광양시, 경상남도 하동군·남해군·사천시·고성군·통영시 일부[1], 제주특별자치도.

## 조직

### 단장
- 운영지원과[2]
- 어업지도과[2][3]
- 안전정보과[2]

## 같이 보기
- 어업지도선
  - 무궁화3호
  - 무궁화4호
  - 무궁화12호
  - 무궁화18호
  - 무궁화19호
  - 무궁화25호
  - 무궁화27호
  - 무궁화28호
  - 무궁화31호
  - 무궁화33호
  - 무궁화38호
  - 무궁화40호